# Boezio di Dacia
Boezio di Dacia (in latino Boëthius de Dacia; Danimarca, 1240/1245 circa – Danimarca[?], 1285/1290 circa) è stato un filosofo danese, uno dei protagonisti della rinascita filosofica del XIII secolo, lungamente ritenuto seguace della linea della scuola averroista latina. Maestro delle arti presso l'università di Parigi, le sue posizioni, di stampo apparentemente averroistico, vennero aspramente criticate negli ambienti ecclesiastici del tempo e alcune proposizioni tratte dai suoi scritti furono ufficialmente condannate nel 1277 dal vescovo di Parigi Étienne Tempier nella famosa quanto discussa lista delle Opiniones Damnatæ (che conteneva enunciati tratti da Aristotele, Averroè, Sigieri di Brabante e forse perfino da San Tommaso d'Aquino). Diversi studiosi moderni tendono tuttavia a ridimensionare la radicalità dell'avverroismo di Boezio, riportandolo su posizioni sostanzialmente più ortodosse.

## Pensiero

### L'autonomia della filosofia e la presunta dottrina della doppia verità
Come Averroè e Alberto Magno, Boezio si pone la questione del rapporto tra scienza e fede, ossia tra la conoscenza razionale e la rivelazione. Per il filosofo danese, le verità della scienza sono sempre vere, in quanto indagano razionalmente sopra delle realtà immanenti, mettendo in luce primi principi, e ponendoli in relazione alle leggi di natura, che non possono essere in alcun modo confutate. Allo stesso tempo, anche le realtà della fede sono sempre vere, e, anzi, assumono maggiore importanza, perché rivelate all'uomo per volontà divina mediante la parola contenuta nelle Sacre Scritture. Ora, la questione della doppia verità si era risolta in Averroè con la supremazia della verità speculativa su quella delle Scritture, in ragion del fatto che quest'ultima, pur dicendo il vero, può essere interpretata variamente, anche e soprattutto in senso allegorico. Il problema si complica, però, con Boezio. Per il filosofo danese è di fondamentale importanza il riconoscimento della dignità e dell'autonomia della filosofia, che, in quanto disciplina autonoma, si dà da sé delle leggi e procede coerentemente con esse.
La filosofia ha delle regole ben precise, e sono proprio queste regole a renderla una scienza distinta e indipendente e a delimitarne il campo d'indagine. Boezio eleva la verità della rivelazione al di sopra delle scienze e, nello stesso tempo, afferma la validità di queste ultime, limitatamente al proprio campo d'indagine e d'azione, che è la natura. Il problema delle differenti conclusioni a cui teologia e filosofia arrivano si pone con forza nel dibattito sull'eternità del mondo, tema forte in Aristotele e tra i più dibattuti durante il basso medioevo. Boezio è convinto di non poter dimostrare mediante la ragione che il mondo, come vuole la religione cristiana, ha avuto un inizio. Ciò non significa, però, che tale inizio non ci sia effettivamente stato: il dato della fede ci dice infatti che il mondo è nuovo, cioè è stato creato. È quindi vero che, limitandosi alle evidenze che si raccolgono attraverso lo studio della natura, non ci sono buoni motivi di credere che il mondo abbia avuto inizio. È però altrettanto vero che, accogliendo, come è doveroso, il dato di fede, questi buoni motivi sopraggiungono. Non c'è alcuna doppia verità: la filosofia ci dice che non si può dimostrare che il mondo abbia avuto inizio attenendosi alle sole evidenze scientifiche; la fede, che è posta su un gradino più alto e non giudica solo mediante le leggi della natura, ci dice invece che l'inizio del mondo c'è stato. Non è l'unità della verità a essere messa in dubbio, ma l'unità del sapere. Filosofia e teologia coesistono senza entrare in conflitto, indagando gli oggetti da punti di vista diversi e senza mai arrivare a uno sdoppiamento della verità come per anni si è erroneamente  ritenuto.

### Rottura del circolo ermeneutico fede-ragione
La fede è una sapienza superiore alla filosofia, ma non appartiene al mondo terreno. Di contro, il filosofo è un sapiente che parte dagli effetti e non può ottenere una conoscenza perfetta e completa della loro Causa prima, che è Dio. La scientia causarum, logica e razionale, si attua tramite la memoria e gli esperimenti e non è capace di cogliere il tutto di ciò che esiste, la totalità delle cause che sono tra loro in relazione.

## Opere
- Boethii Daci Opera: 
  - Modi significandi sive quaestiones super Priscianum maiorem,[4] a cura di John Pinborg e Henry Roos con la collaborazione di Severino Skovgaard Jensen, Hauniae (Copenhagen), G. E. C. Gad, Corpus Philosophorum Danicorum Medii Aevi, vol. 4,  1969.
  - Quaestiones de generatione et corruptione -- Quaestiones super libros Physicorum, a cura di Géza Sajó,  Hauniae (Copenhagen), G. E. C. Gad, Corpus Philosophorum Danicorum Medii Aevi, vol. 5.1-2, 1976.
  - Topica - Opuscola, Pars 1. Quaestiones super Librum Topicorum, a cura di Nicolas George Green-Pedersen e John Pinborg; Pars 2. Opuscula: De aeternitate mundi. De summo bono. De somniis, a cura di Nicolas George Green-Pedersen, Hauniae (Copenhagen), G. E. C. Gad, Corpus Philosophorum Danicorum Medii Aevi, vol. 6.1-2, 1976.
  - Quaestiones super IV Meteorologicorum, a cura di Gianfranco Fioravanti, Hauniae (Copenhagen), G. E. C. Gad, Corpus Philosophorum Danicorum Medii Aevi, vol. 8, 1979.
  - Boethii Daci quaestiones super librum de Anima I-II. Anonymi Boethio Daco usi quaestiones metaphysicae, a cura di Robert Wielockx, Hauniae (Copenhagen), G. E. C. Gad, Corpus Philosophorum Danicorum Medii Aevi, vol. 14, 2009.

## Traduzioni italiane
- Luca Bianchi (a cura di), Sull'eternità del mondo - Sui sogni - Sul sommo bene, Milano, La Vita Felice, 2017.